# Ventspils
Ventspils (rus. Vindava, njem. Windau, polj. Windawa), grad i luka na utoku rijeke Vente u Baltičko more na sjeverozapadu Latvije. Prema prekrcanom teretu druga je najveća latvijska pomorska luka kroz koju prolazi 20% svjetskog prometa potašom, a značajna je i kao izvozna luka za rusku naftu te amonijak, jer je naftovodom povezana s naftnim poljima u Rusiji. Luka se ne zaleđuje i ima stalne trajektne veze sa Švedskom (Nynäsham), Njemačkom (Rostock) i Estonijom (Möntu).
Prvi spomen potječe iz 1290. u kojem se Ventspils spominje kao hanzeatski grad sa snažno razvijenim ribarstvom. Ime grada označava "Dvorac na Venti" te se odnosi na dvorac iz 18. stoljeća koji su izgradili pripadnici viteškog Livonskog reda, koji je kasnije služio i kao kaznionica. U gradu su razvijene drvna, elektronička i prehrambena industrija, a kao negdašnji ribarski grad bio je poznat po konzerviranju ribe.
Zanimljivo je da je u Ventspilsu zabilježena najviša temperaturna vrijednost (37,8 °C u kolovozu 2014.) u povijesti meteoroloških praćenja vremena u Latviji. Grad ima međunarodnu zračnu luku, željezničku prugu, zvjezdarnicu na gradskoj plaži, gradsko kazalište, muzej i knjižnicu te odsjeke Riškog tehničkog sveučilišta. Grad ima oko 39.000 stanovnika uz značajnu rusku (27%), ukrajinsku i bjelorusku manjinu (obje oko 4%), što je posljedica povijesne pripadnosti grada Ruskom Carstvu još od Treće podjele Poljske 1795. pa sve do Raspada Sovjetskog saveza krajem 20. stoljeća. Gotovo stoljeće prije Podjele Poljske, grad je bio uništavan u Poljsko-švedskom i Velikom sjevernom ratu, nakon kojega je 1711. zarazni val kuge prepolovio stanovništvo.
Gradski košarkaški prvoligaš višestruki je državni prvak i osvajač Sjevernoeuropske lige 2001. godine, dok je istoimeni nogometni prvoligaš osvojio nacionalno prvenstvo 2008. godine. Gradski Olimpijski park uključuje košarkašku dvoranu, atletsko i nogometno igralište te bazene.

## Gradske znamenitosti
- Pomorska luka
- Luteranska crkva
- Putujuća krava
- Gradsko kazalište

## Vanjske poveznice
- ventspils.lv Službene mrežne stranice grada